# SeaMonkey
Chronologie des versions
Mozilla Application Suite
SeaMonkey est une suite Internet (navigateur web, client de messagerie, éditeur HTML, agenda, messagerie instantanée) open source qui est la continuation de la Suite Mozilla (née de la libération du code source de Netscape Communicator 5.0 par Netscape Communications). Il est possible de lui adjoindre l'extension Lightning qui lui rajoute un module de tâches et d'agenda permettant de remplacer Outlook.
SeaMonkey est développée par la communauté, contrairement à Mozilla Firefox qui est dirigé par la Mozilla Corporation, depuis sa création en août 2005. Le groupe gérant le projet SeaMonkey est le SeaMonkey Council (Conseil SeaMonkey).

## Histoire
Le 10 mars 2005, la fondation Mozilla annonce qu’elle ne livrera pas de future version officielle de Mozilla Suite après la version 1.7.x , car elle est maintenant focalisée sur les applications séparées Firefox et Thunderbird. Cependant, la fondation déclare qu’elle fournira l’infrastructure nécessaire aux membres de la communauté souhaitant continuer le développement. En pratique cela signifie que la suite continue à être développée, non par la fondation Mozilla, mais par le SeaMonkey Council (conseil de SeaMonkey). SeaMonkey 1.0 a paru le 30 janvier 2006.

### Dénomination
Pour éviter de semer la confusion parmi les organisations qui souhaitent continuer à utiliser la suite originale Mozilla, le nouveau produit avait besoin d’un nouveau nom. Le 1er avril 2005, il est annoncé que le nouveau nom serait « Allizom » (« Mozilla » épelé à l'envers), mais on apprit le lendemain qu’il s’agissait en fait d’un poisson d’avril. Le 2 juillet 2005, on annonça officiellement que la suite Internet succédant à la Suite Mozilla s’appellerait « SeaMonkey ».
Aux États-Unis, « Sea-Monkeys » est l’appellation commerciale d'une souche artificielle d'artémie.
L'appellation « Seamonkey » fut autrefois utilisée par la fondation Mozilla comme nom de code de la Suite Mozilla. Le conseil de SeaMonkey est dans le processus d’enregistrement du nom avec l’aide de la fondation Mozilla. Cette dernière va également utiliser un numéro de version différent : la première version s’appelant SeaMonkey 1.0 est basée sur le code de Mozilla 1.8.

## Personnalités
Le conseil de SeaMonkey, qui est l’équipe responsable du projet et de la gestion des versions est, au 1er décembre 2019, composé des personnes suivantes :
- Ian Neal (IanN)
- Robert Kaiser (KaiRo)
- Justin Wood (Callek)
- Edmund Wong (ewong)
- Frank-Rainer Grahl (frg)
- (rsx11m)